# Mats Egbring
Mats Egbring (Deventer, 17 september 2006) is een Nederlandse voetballer doorgaans als verdediger speelt. Hij komt uit voor Vitesse.

## Carrière
Egbring begon te voetballen in de jeugd bij VV Activia waarna hij de overstap maakte naar de jeugdafdeling van Vitesse. Op 23 juni 2023 tekende hij een profcontract bij Vitesse tot met 30 juni 2026. Op 1 december 2024 maakte Vitesse bekend dat het contract is verlengd tot medio 2027, met optie voor een extra seizoen.
Op 19 augustus 2023 in de thuiswedstrijd tegen PSV maakte Egbring zijn debuut voor Vitesse. Hij kwam in de 83e minuut als invaller voor Carlens Arcus, de wedstrijd ging verloren met 1-3. Na de degradatie van Vitesse in de zomer van 2024 werd Egbring basisspeler.

## Statistieken
| Seizoen                     | Club           | Competitie     | Competitie | Competitie | Beker | Beker | Totaal | Totaal |
| Seizoen                     | Club           | Competitie     | Wed.       | Dlp.       | Wed.  | Dlp.  | Wed.   | Dlp.   |
| --------------------------- | -------------- | -------------- | ---------- | ---------- | ----- | ----- | ------ | ------ |
| 2023/24                     | Vitesse        | Eredivisie     | 4          | 0          | 0     | 0     | 4      | 0      |
| 2024/25                     | Vitesse        | Eerste divisie | 31         | 0          | 1     | 0     | 32     | 0      |
| Carrièretotaal              | Carrièretotaal | Carrièretotaal | 35         | 0          | 1     | 0     | 36     | 0      |
| Bijgewerkt t/m 18 juni 2025 |                |                |            |            |       |       |        |        |

## Interlandcarrière

### Nederland onder 17
Op 19 oktober 2022 maakte Egbring zijn debuut tegen Hongarije onder 17. Nederland won de wedstrijd met 5-0.
| Interlands van Mats Egbring voor Nederland –17 | Interlands van Mats Egbring voor Nederland –17 | Interlands van Mats Egbring voor Nederland –17 | Interlands van Mats Egbring voor Nederland –17 | Interlands van Mats Egbring voor Nederland –17 | Interlands van Mats Egbring voor Nederland –17 | Interlands van Mats Egbring voor Nederland –17 |
| №                                              | Datum                                          | Wedstrijd                                      | Uitslag                                        | Competitie                                     | Goals                                          | Assists                                        |
| ---------------------------------------------- | ---------------------------------------------- | ---------------------------------------------- | ---------------------------------------------- | ---------------------------------------------- | ---------------------------------------------- | ---------------------------------------------- |
| 1.                                             | 19 oktober 2022                                | Nederland onder 17 – Hongarije onder 17        | 5 – 0                                          | Vriendschappelijk                              |                                                |                                                |

### Nederland onder 18
Op 11 oktober 2023 maakte Egbring zijn debuut tegen Kroatië onder 18. Kroatië won de wedstrijd met 3-2.
| Interlands van Mats Egbring voor Nederland –18 | Interlands van Mats Egbring voor Nederland –18 | Interlands van Mats Egbring voor Nederland –18 | Interlands van Mats Egbring voor Nederland –18 | Interlands van Mats Egbring voor Nederland –18 | Interlands van Mats Egbring voor Nederland –18 | Interlands van Mats Egbring voor Nederland –18 |
| №                                              | Datum                                          | Wedstrijd                                      | Uitslag                                        | Competitie                                     | Goals                                          | Assists                                        |
| ---------------------------------------------- | ---------------------------------------------- | ---------------------------------------------- | ---------------------------------------------- | ---------------------------------------------- | ---------------------------------------------- | ---------------------------------------------- |
| 1.                                             | 11 oktober 2023                                | Kroatië onder 18 – Nederland onder 18          | 3 – 2                                          | Vriendschappelijk                              |                                                |                                                |
| 2.                                             | 17 oktober 2023                                | Nederland onder 18 – Noorwegen onder 17        | 2 – 1                                          | Vriendschappelijk                              |                                                |                                                |